# ProStroke Golf: World Tour 2007
ProStroke Golf: World Tour 2007 est un jeu vidéo de golf sorti en 2006 sur PlayStation 2, Xbox, Windows et PlayStation Portable, développé par Gusto Games et édité par Oxygen Games.